# جو كلاين
جو كلاين (بالإنجليزية: Joe Klein)‏ (7 سبتمبر 1946 في نيويورك - ) صحفي، وروائي، وكاتب سير من الولايات المتحدة.

## الجوائز
- زمالة غوغنهايم
- جائزة دوبل سبيك

## روابط خارجية
- جو كلاين على موقع IMDb (الإنجليزية)
- جو كلاين على موقع إن إن دي بي (الإنجليزية)
- جو كلاين على موقع قاعدة بيانات الفيلم (الإنجليزية)